# Nådeår
Nådeår eller nådår var den historiska rätten för prästänkan att fortsatt bo kvar i prästgården under ett år efter makens död innan en ny kyrkoherde valdes. Under denna tid förväntades hon ordna med sitt framtida boende och försörjning, medan prästarbetet sköttes av en adjunkt som kallades nådårspredikant.
Nådår var en särskild form för pensionering av änkor och omyndiga och oförsörjda barn efter kyrkliga ämbets- och tjänstemän. De efterlevande uppbar året  den avlidnes inkomster mot skyldighet att bekosta vikarie som skötte tjänsten. Nådeåret omfattade tiden från dödsdagen fram till den 1 maj och därefter 1 år. I särskilda fall kunde s.k. extra nådår beviljas .  Nådåret varade i Sverige ett år från och med nästkommande hela maj månad. Nådeårets längd varierade därmed beroende på när på året dödsfallet inträffade.  
Förekom i Sverige efter reformationen, då prästerskapet fick tillstånd att gifta sig, varmed problemet med hur prästänkor skulle få sin försörjning uppkom  Nådårsrätten upphävdes 1927.